# Topvolley Antwerpen
Topvolley Antwerpen is een Belgische volleybalclub, die uitkomt in 1ste nationale, het 3e hoogste niveau in België.

## Geschiedenis
Na de fusie tussen First Antwerp Volley Team en VC Zorgvliet Hoboken in 1995 ontstond VC Zorgvliet Antwerpen (VCZA). De club speelde een aantal jaren mee in de top van de ereklasse maar degradeerde in 2003. In 2008 promoveerde de club weer naar het hoogste niveau. In 2014 won de club een eerste prijs, de beker van België, nadat Roeselare met 2-3 was verslagen. De tiebreak eindigde in 26-28. In datzelfde jaar werd Topvolley Antwerpen vicekampioen. In het seizoen 2014-2015 mocht de club voor het eerst deelnemen aan de prestigieuze CEV Champions League.
Na een noodgedwongen stop in de 1ste klasse van het mannen volleybal ging Topvolley Antwerpen na een fusie met Fixit Kalmthout in 2019-2020 van start in de 3e klasse van het volleybal (1ste nationale).
De club heeft een aantal jaren last gehad van financiële problemen, maar lijkt nu in het volleybalseizoen 2019-2020 weer financieel gezond te zijn.

## 2019/20
Trainer: Christof Van Goethem  BEL/ Thomas Rossie  BEL
| No. | Naam              | Land | Positie             |
| --- | ----------------- | ---- | ------------------- |
| 2   | Bart De Ren       | BEL  | Hoek                |
| 3   | Millan Roelants   | BEL  | Midden              |
| 4   | Liam van Sprundel | BEL  | Libero              |
| 5   | Kristof Proost    | BEL  | Spelverdeler        |
| 7   | Wim Deville       | BEL  | Midden              |
| 8   | Mauro De Moor     | BEL  | Spelverdeler        |
| 9   | Jef Vleugels      | BEL  | Hoek                |
| 10  | Niels Van Son     | NED  | Hoek/Hoofdaanvaller |
| 11  | Tijs van der Maat | BEL  | Midden              |
| 12  | Kaj Kempenaers    | BEL  | Libero              |
| 14  | Mateusz Medrzyk   | POL  | Hoofdaanvaller      |

## 2015/16
Trainer: Alain Dardenne  BEL
| No. | Naam              | Land                | Positie         |
| --- | ----------------- | ------------------- | --------------- |
| 1   | Dennis Deroey     | BEL                 | Libero          |
| 2   | Pieter Van Dam    | BEL                 | Libero          |
| 3   | Jani Sippola      | FIN                 | Spelverdeler    |
| 4   | Bjorn Höhne       | GER                 | Aanvaller       |
| 5   | Sven Sophie       | BEL                 | Spelverdeler    |
| 6   | Georg Klein       | GER                 | Middenaanvaller |
| 7   | Sonny Chaney      | Verenigd Koninkrijk | Middenaanvaller |
| 9   | Adrien Prével     | FRA                 | Aanvaller       |
| 10  | Jolan Cox         | BEL                 | Opposite        |
| 11  | Mateusz Przybyla  | POL                 | Middenaanvaller |
| 12  | Jan Siemiatkowski | POL                 | Aanvaller       |
| 13  | Sander Depovere   | BEL                 | Spelverdeler    |
| 15  | Jakub Wachnik     | POL                 | Aanvaller       |

## Selectie 2014/15
Trainer: Kris Tanghe  BEL / Geert Verreth  BEL
| No. | Naam                 | Land | Positie         |
| --- | -------------------- | ---- | --------------- |
| 1   | Dennis Deroey        | BEL  | Libero          |
| 3   | Yannick Van Harskamp | NED  | Spelverdeler    |
| 5   | Floris Van Rekom     | NED  | Aanvaller       |
| 6   | Louis Stuer          | BEL  | Libero          |
| 7   | Tom Van Walle        | BEL  | Aanvaller       |
| 8   | Marien Moreau        | FRA  | Aanvaller       |
| 9   | Bas Van Bemmelen     | NED  | Middenaanvaller |
| 10  | Gijs Jorna           | NED  | Aanvaller       |
| 11  | Thomas Konings       | BEL  | Opposite        |
| 12  | Robbe Vandeweyer     | BEL  | Aanvaller       |
| 13  | Sander Depovere      | BEL  | Spelverdeler    |
| 14  | Michael Andrei       | GER  | Middenaanvaller |
| 18  | Martijn Colson       | BEL  | Middenaanvaller |

## Selectie 2013/14
Trainer: Kris Tanghe  BEL
| No. | Naam                    | Land | Positie         |
| --- | ----------------------- | ---- | --------------- |
| 2   | Robin de Bont           | BEL  | Libero          |
| 3   | Yannick Van Harskamp    | NED  | Spelverdeler    |
| 4   | Dries Heyrman           | BEL  | Middenaanvaller |
| 5   | Reinis Pekmanis         | LAT  | Aanvaller       |
| 7   | Tom van Walle           | BEL  | Aanvaller       |
| 8   | Balasz Bagics           | HUN  | Aanvaller       |
| 9   | Bas Van Bemmelen        | NED  | Middenaanvaller |
| 10  | Gijs Jorna              | NED  | Libero          |
| 11  | Thomas Koelewijn        | NED  | Middenaanvaller |
| 12  | Mads Hartmann Ditlevsen | DEN  | Aanvaller       |
| 13  | Sander Depovere         | BEL  | Spelverdeler    |
| 17  | Seppe Baetens           | BEL  | Aanvaller       |
| 18  | Martijn Colson          | BEL  | Middenaanvaller |

## Selectie 2012/13
Trainer: Kris Tanghe  BEL
| No. | Naam                    | Land | Positie         |
| --- | ----------------------- | ---- | --------------- |
| 1   | Peter Wohlfahrtstätter  | AUT  | Middenaanvaller |
| 2   | Robin de Bont           | BEL  | Libero          |
| 3   | Jelle van Jaarsveld     | NED  | Spelverdeler    |
| 5   | Dirk-Jan van Gendt      | NED  | Spelverdeler    |
| 6   | Joris Marcelis          | NED  | Aanvaller       |
| 7   | Tom van Walle           | BEL  | Aanvaller       |
| 8   | Wim Backaert            | BEL  | Middenaanvaller |
| 9   | Marlon Rafael Palharini | ESP  | Aanvaller       |
| 10  | Gijs Jorna              | NED  | Libero          |
| 11  | Thomas Koelewijn        | NED  | Middenaanvaller |
| 12  | Mads Hartmann Ditlevsen | DEN  | Aanvaller       |
| 17  | Seppe Baetens           | BEL  | Aanvaller       |

## Erelijst
- Liga A (volleybal)

Vicekampioen (1x): 2014
- Beker van België (volleybal)

Winnaar (1x): 2014
Finalist (3x): 2014, 2015, 2016